# Oreopanax lawrancei
Oreopanax lawrancei är en araliaväxtart som beskrevs av Hermann Harms. Oreopanax lawrancei ingår i släktet Oreopanax och familjen Araliaceae. Inga underarter finns listade.